# Salvador Artigas
Salvador Artigas Sahún (ur. 23 września 1913 w Barcelonie, zm. 6 września 1997 w Benidorm) – trener katalońskiej drużyny FC Barcelona w latach 1967–1969. Jego poprzednikiem był Roque Olsen, a następcą Josep Seguer. W latach 1960–1967 trener Girondins Bordeaux.